# Великомихайлівка (Новооскольський район)
Великомихайлівка (рос. Великомихайловка) — село у Новооскольському районі Бєлгородської області Російської Федерації.
Населення становить 1955 осіб. Входить до складу муніципального утворення Новооскольський міський округ.

## Історія
Населений пункт розташований у східній частині української суцільної етнічної території — східній Слобожанщині.
Від 2018 року органом місцевого самоврядування є Новооскольський міський округ.

## Персоналії
Радомський Олександр Максимович (1887-1938) - учитель, член агітсекції Запорізької "Просвіти", Закінчив Переяславську учительську семінарію, що в Полтаві. Був слухачем Петербурзького університету. Працював вчителем.  Під наглядом поліції з 1913 року. Український есер. Розстріляний чекістами.

## Населення
| 1959 | 2002  | 2010  |
| ---- | ----- | ----- |
| 2703 | ↘2122 | ↘1955 |